# ایفرمر

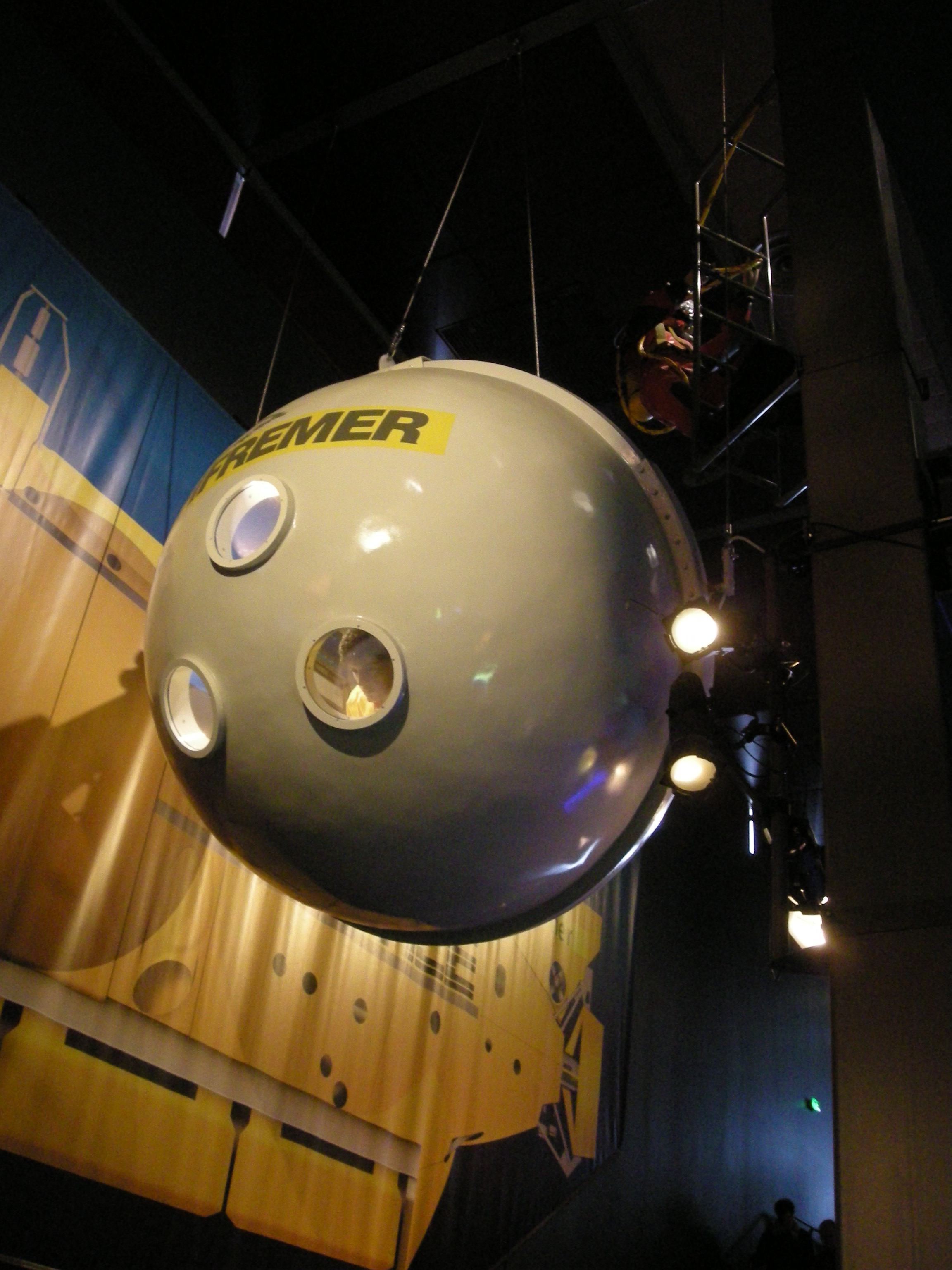
دستگاه رصد زیر آب

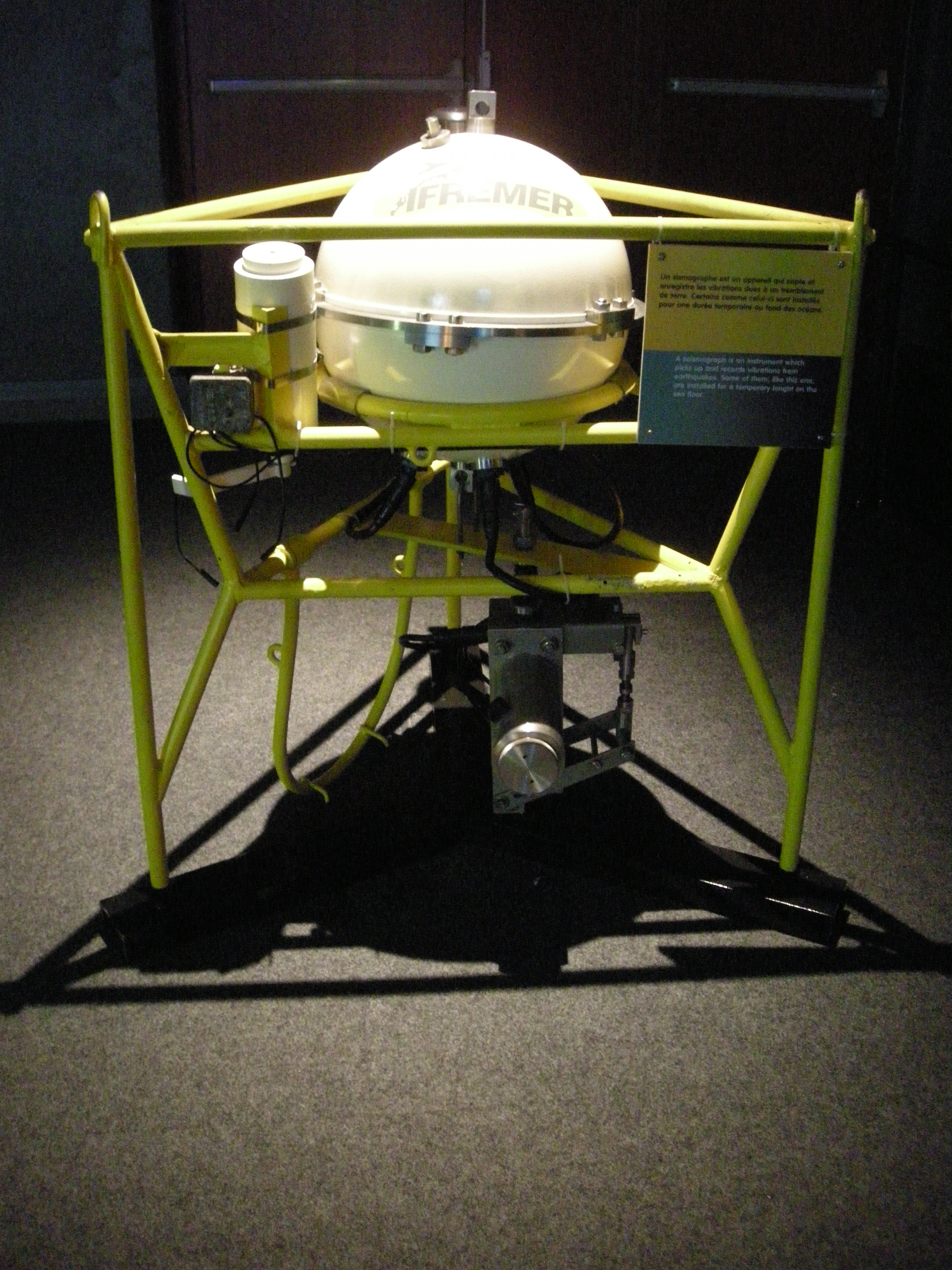
لرزه‌سنج که می‌تواند برای مدتی موقت در کف اقیانوس‌ها نصب شود.

ایفرمر به شکل کامل مؤسسه تحقیقاتی فرانسه برای بهره‌برداری از دریا (به فرانسوی: Institut Français de Recherche pour l'Exploitation de la Mer) یک مؤسسه اقیانوس‌شناسی در برست، فرانسه است. یک مؤسسه صنعتی و تجاری عمومی (ÉPIC) تحت نظارت وزارت انتقال زیست‌محیطی و وزارت آموزش عالی، تحقیقات و نوآوری فرانسه است.
بودجه ایفرمر به برنامه ۱۷۲ تحقیق و آموزش عالی وزارت آموزش عالی، تحقیقات و نوآوری تحت PLF ۲۰۱۶ پیوست شده‌است. این مؤسسه از ادغام دو سازمان مرکز ملی بهره‌برداری از اقیانوس‌ها (CNEXO) و مؤسسه علمی و فنی شیلات دریایی (ISTPM) با فرمان ۵ ژوئن ۱۹۸۴ متولد شد.
در سال ۲۰۲۱، ایفرمر از یک نهاد جدید به نام کمیته ذینفعان تشکیل شده‌است که به افراد و نهادهای مرتبط با مسائل اقیانوسی فرصت ارائه نظر می‌دهد و به آن‌ها اجازه می‌دهد تا در مورد موضوعات مرتبط با اقیانوس‌ها صحبت کنند.

## محدوده کارها
ایفرمر فعالیت‌های تحقیقاتی خود را در زمینه‌های زیر متمرکز می‌کند:
- نظارت، استفاده و ارتقاء دریاهای ساحلی
- پایش و بهینه‌سازی تولید آبزیان
- منابع شیلات
- اکتشاف و بهره‌برداری از اقیانوس‌ها و تنوع زیستی آنها
- گردش و اکوسیستم‌های دریایی، مکانیسم‌ها، روندها و پیش‌بینی
- مهندسی تأسیسات عمده در خدمت اقیانوس‌شناسی
- انتقال دانش و نوآوری در زمینه‌های فعالیت خود

در سال ۱۹۸۵، ایفرمر با دکتر رابرت بالارد برای یک همکاری در نهایت موفقیت‌آمیز برای یافتن لاشه کشتی آرام‌اس‌تایتانیک شریک شد. در سال ۱۹۹۴ ایفرمر در نجات محموله از اس‌اس‌جان بری کمک کرد.
ایفرمر تعدادی کشتی از جمله زیردریایی ناوتیل را اداره می‌کند.
در سال ۲۰۰۸، ایفرمر با دکتر بروس شیلیتو برای آزمایش و عملیات اولیه پریسکوپ، یک دستگاه بازیابی ماهی در اعماق دریا، شریک شد.
در سال ۲۰۲۳، ایفرمر کشتی آتلانته و ویکتور ۶۰۰۰ را برای عملیات نجات زیردریایی تیتان فرستاد.

### اتهامات مربوط به مرگ ناگهانی و غیرمعمول صدف‌ها
با توجه به مرگ ناگهانی و غیرمعمول صدف‌های فرانسوی از سال ۲۰۰۸، دادگاه اداری رن، که درخواست تحقیقات قضایی را در سال ۲۰۱۰ دریافت کرده بود، نقش ایفرمر در مواجهه با عفونت هرپسی که صدف‌ها را تحت تأثیر قرار می‌دهد، را شدیداً مورد انتقاد قرار داد. از سوی دیگر، صاحبان صنعت صید صدف‌ها ایفرمر را به این متهم می‌کنند که از طریق ایجاد و تجاری‌سازی صدف‌های تریپلوئید (صدف‌های نابارور که در سطح کروموزوم‌ها رشد و سریع تغییر می‌کنند)، باعث تضعیف ژنتیکی میراث صدف‌های سنتی دوبل‌گونه شده‌است. این شبهه‌ها منجر به اقدام یکی از انجمن‌های آنها در ماه اکتبر ۲۰۱۴ برای اقامه دعوای اسطراعی در دادگاه اداری رن علیه ایفرمر شد.

## مراکز ایفرمر
ایفرمر در ۲۶ سایت، از جمله پنج مرکز اصلی (بولون، برست، نانت، تولون و تاهیتی)، با دفتر مرکزی در برست واقع شده‌است. حدود بیست بخش تحقیقاتی به این مراکز مرتبط هستند:

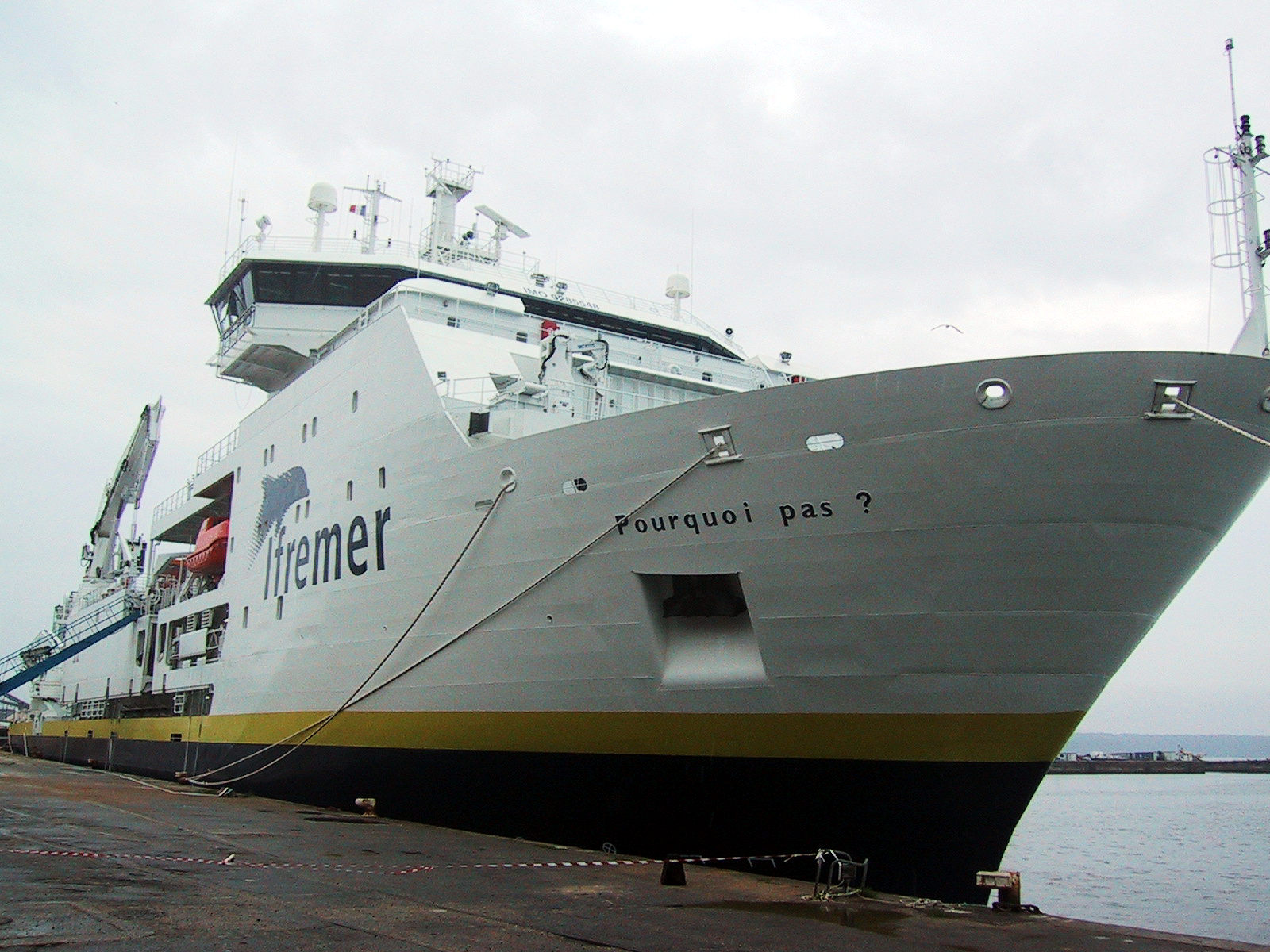
پورکویی پاس

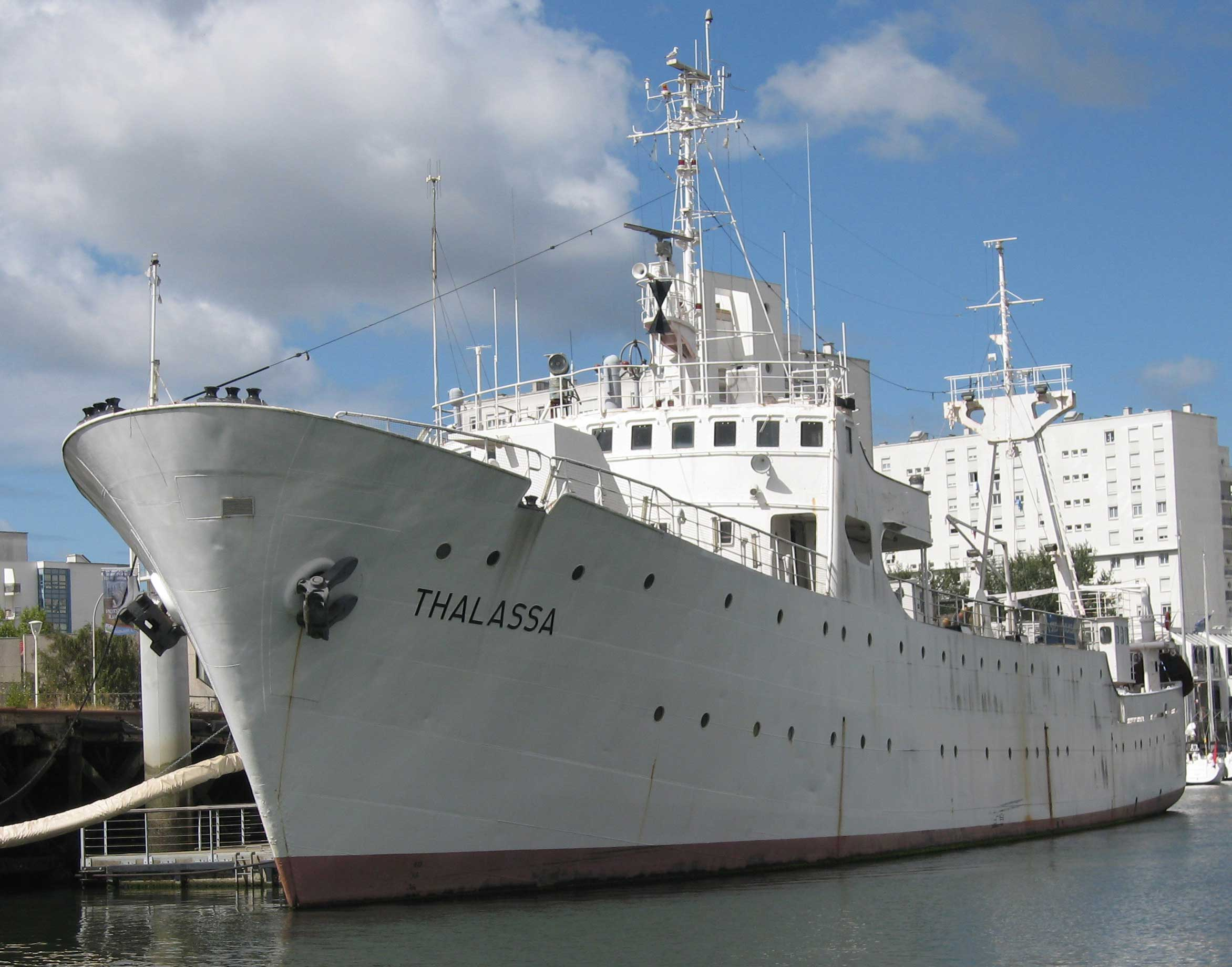
تالاسا

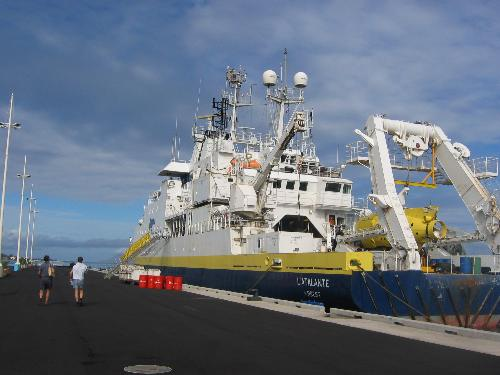
آتالانت در تاهیتی

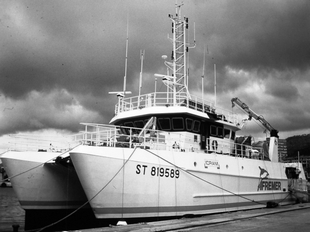
اروپا، در مدیترانه، ۲۰۱۲

- سنتر مانش - مر دو نور، مرتبط با دانشگاه لیل نورد فرانسه[۷]
  - مرکز در بولون-سور-مر
  - ایستگاه پورت‌آن‌بسین
- مرکز در برست
  - ایستگاه سنت مالو
  - ایستگاه آرجنتون-آن-لاندونوز
  - ایستگاه کنکارنو
  - ایستگاه لوریان
  - ایستگاه لاترینیته-سر-مر
- مرکز در نانت
  - ایستگاه بوئین
  - ایستگاه لاروشل
  - ایستگاه لاترمبلید
  - ایستگاه آرکاچون
  - آزمایشگاه بیدارت
- مرکز مدیترانه (تولون)
  - ایستگاه ست، فرانسه
  - ایستگاه پالاواس-لس-فلوتس
  - واحد مونپلیه
  - ایستگاه سن جولیانو
- مرکز در تاهیتی
- هیئت نوول-کالدونیه
- هیئت نمایندگی گویان
- هیئت نمایندگی لا رئونیون
- هیئت نمایندگی آنتیل *

## آلبوم تصاویر

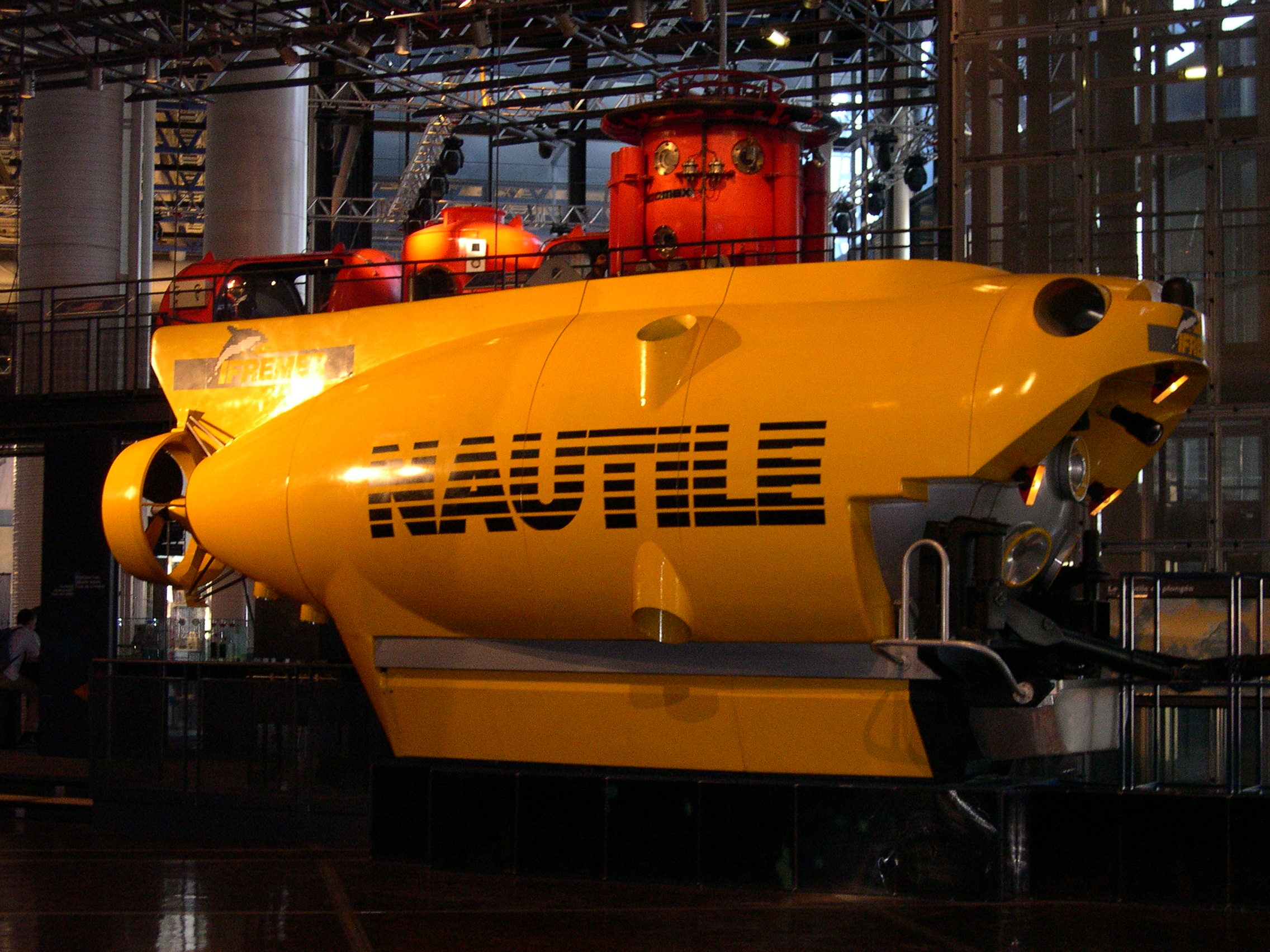
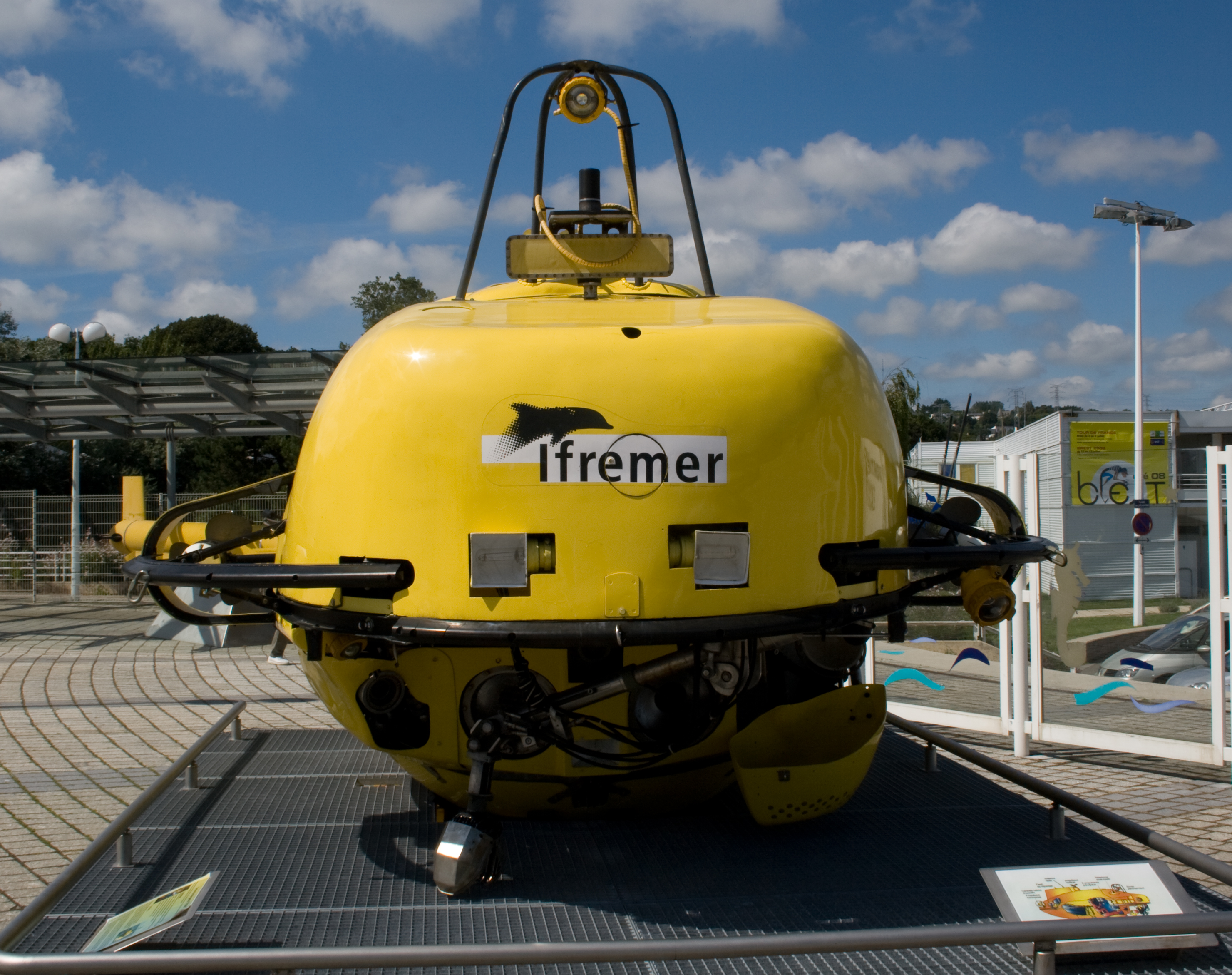
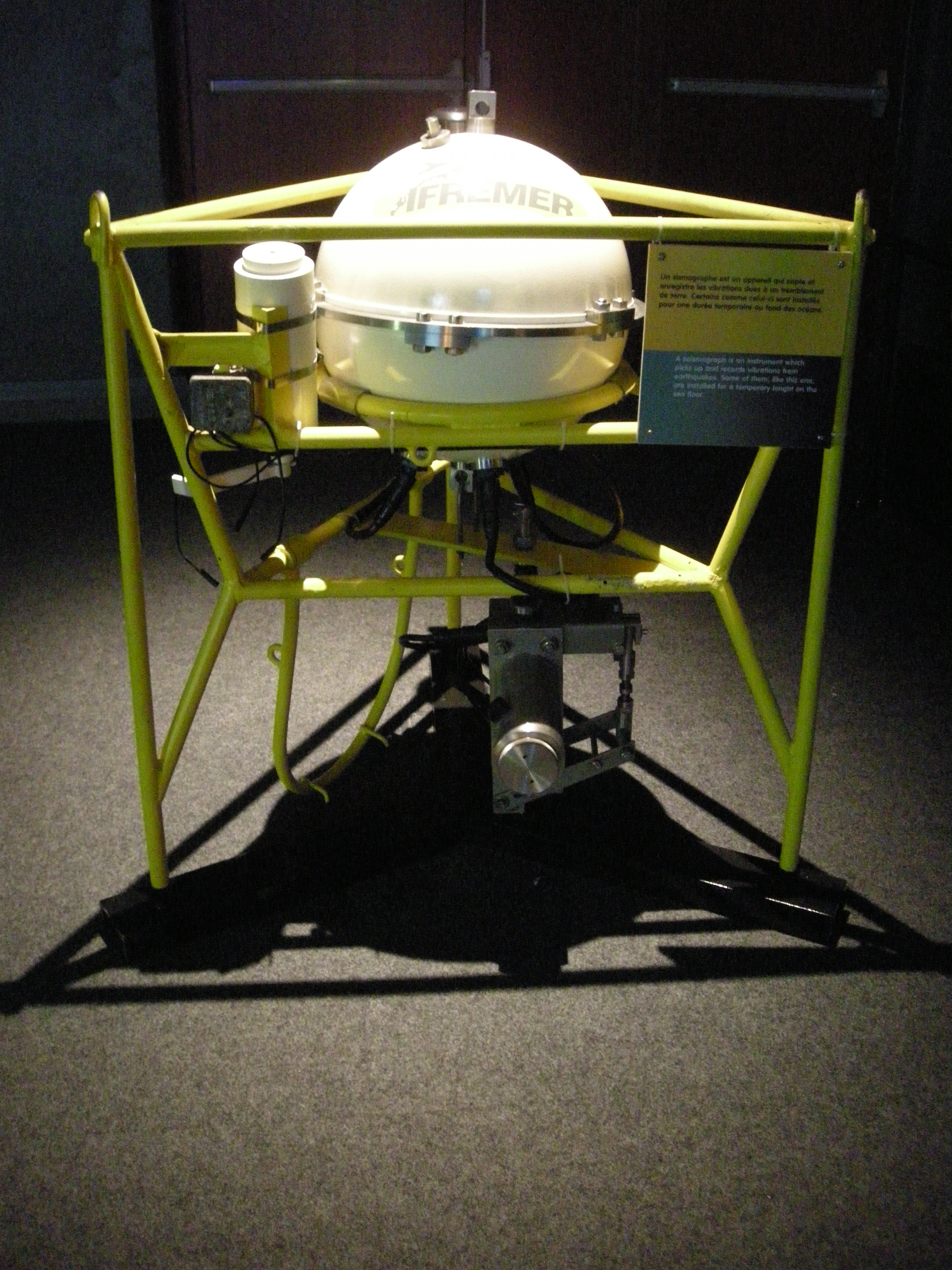
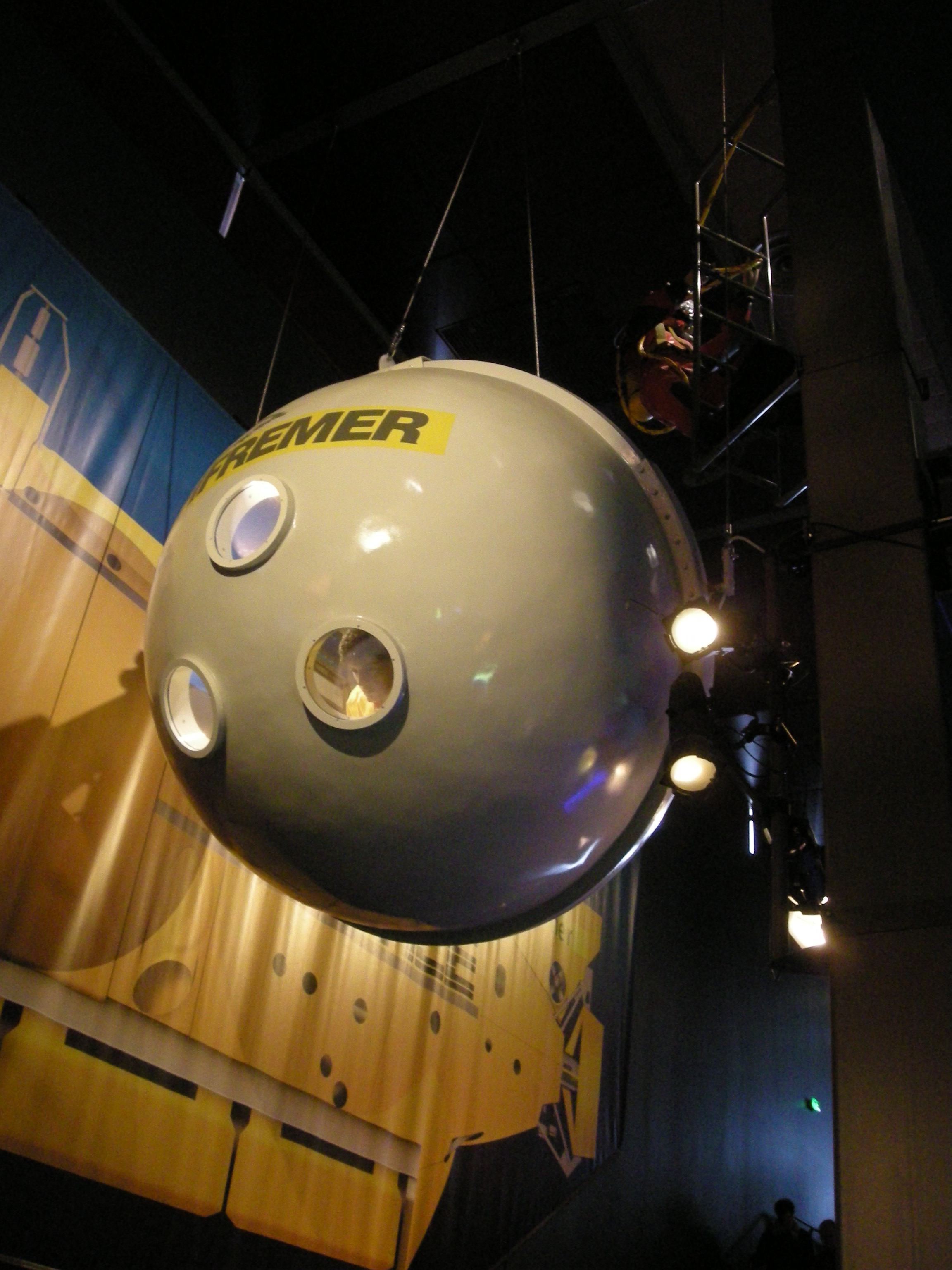

## پیوند به بیرون

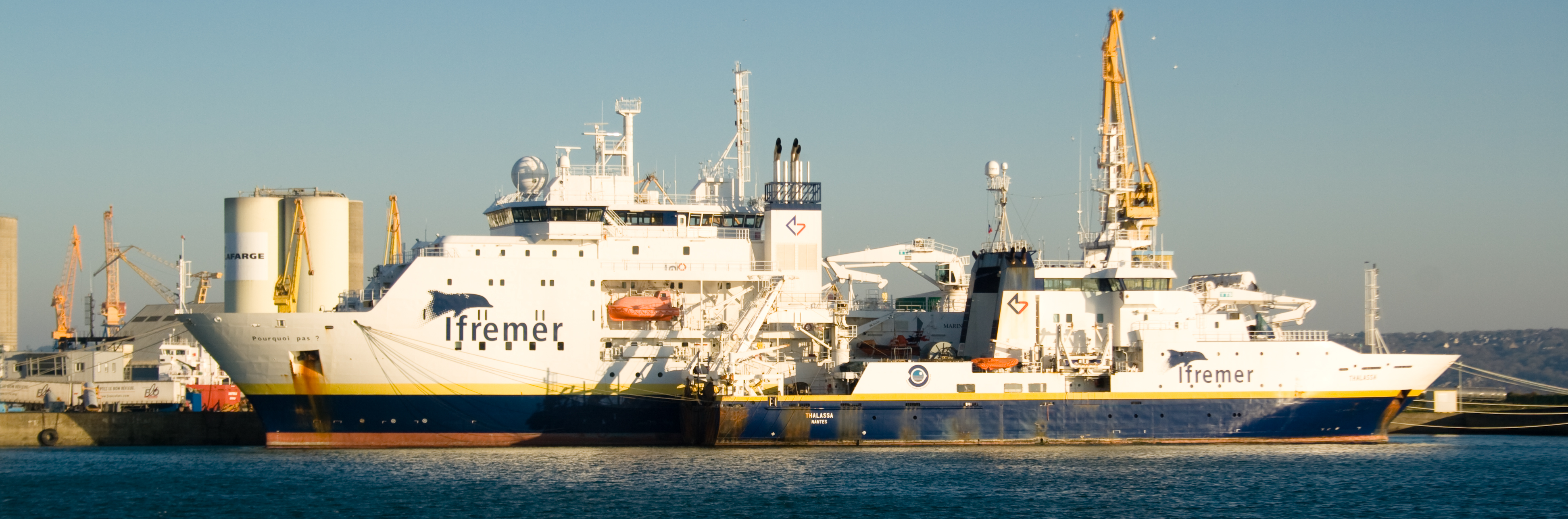
پورکویی پاس و تالاسا در بندر برست.